# Черепашки-ниндзя (мультсериал, 2012) (3 сезон)
Третий сезон мультсериала «Черепашки-ниндзя» выходил в эфир на канале Nickelodeon в США с 3 октября 2014 года по 27 сентября 2015 года и в России с 31 января по 22 ноября 2015 года.

## История создания
26 февраля 2013 года Nickelodeon заказал третий сезон Черепашек-ниндзя.
Сет Грин начал озвучивать Леонардо в начале 3 сезона.. Также актрису Розанну Барр, озвучивающую Главного Крэнга, заменила Рэйчел Батера. Фрэнка Уэлкера, который озвучивал в первом сезоне Доктора Роквэлла, заменил Томас Кенни.

## Актёрский состав

### Главные роли
- Сет Грин — Леонардо (26 серий)
- Шон Астин — Рафаэль (26 серий)
- Грег Сайпс — Микеланджело (26 серий)
- Роб Полсен — Донателло (26 серий)

### Повторяющиеся роли
- Мэй Уитман — Эйприл О’Нил, Волшебница (24 серии)
- Джош Пек — Кейси Джонс (18 серий)
- Хун Ли — Хамато Йоши / Сплинтер, Мастер Юта (14 серий)
- Кевин Майкл Ричардсон — Ороку Саки / Шреддер, Чингиз (11 серий)
- Брайан Блум — Крогнард, Дон Визиосо (10 серий)
- Эрик Бауза — Тигриный Коготь, Хан, Близнецы Фульчи (8 серий)
- Фред Таташор — Иван Стеранко / Рокстеди (7 серий)
- Скотт Менвилль — Спуч (6 серий)
- Дж. Б. Смув — Антон Зек / Бибоп (6 серий)
- Клэнси Браун — Рахзар (5 серий)
- Том Кенни — Доктор Тайлер Роквэлл (5 серий)
- Фил ЛаМарр — Стокман-Муха (5 серий)
- Кристиан Ланц — Саблезуб (5 серий)
- Питер Лури — Кожеголовый (5 серий)
- Нолан Норт — Крэнги, Бишоп (5 серий)
- Кори Фельдман — Слэш (5 серий)
- Келли Ху — Караи (4 серии)
- А.Дж. Бакли — Голубь Пит (3 серии)
- Гилберт Готтфрид — Верховный Крэнг (3 серии)
- Эндрю Кишино — Фонг, Сид (3 серии)
- Эшли Джонсон — Ренет (2 серии)
- Майкл Дорн — Капитан Мозар (2 серии)
- Грант Монингер — Гарсон Гранж / Макмэн, Джо глазное яблоко (2 серии)
- Робби Рист — Мондо Гекко (2 серии)
- Кэри Уолгрен — Джоан Гроди (2 серии)

### Гостевые роли
- Дидрих Бадер — Большая Нога
- Рэйчел Батера — Главный Крэнг
- Стивен Блум — Демон Скорости
- Джесси Вентура — Охотник Палец
- Рена Джакобс — Миссис О’Нил / Мама Монстр
- Роберт Инглунд — Ужасный Бобёр, Страшный Бобёр
- Джон Кассир — Темный Бобёр, Бобёр Дэйв
- Морис ЛаМарш — Аттила, Распутин
- Грэм Мактавиш — Саванти Ромеро
- Джим Мескимен — Карлос Чанг О’Брайн Гамбе
- Билл Мосли — Берни
- Мина Нодзи — Тан Шень
- Джим Пиддок — Лорд Саунтрениус
- Кассандра Петерсон — Мис Кэмпбэлл
- Кит Силверштейн — Кирби О’Нил
- Саб Симоно — Мураками
- Дэвид Теннант — Фугитоид
- Роберт Форстер — Джек Куртцман
- Джон Хидер — Напалеон Бонажаб
- Лэнс Хенриксен — Зог

## Эпизоды
| № общий | № в сезоне | Название                                                              | Режиссёр                                               | Автор сценария                                   | Премьера в США        | Премьера в России    | Произв. код | Зрители США (миллионы) |
| --- | ---------- | --------------------------------------------------------------------- | ------------------------------------------------------ | ------------------------------------------------ | --------------------- | -------------------- | ----------- | ---------------------- |
| 53 | 1          | «Within the Woods» «В лесу»                                           | Sebastian Montes                                       | Brandon Auman                                    | 3 октября 2014 года   | 31 января 2015 года  | 301         | 1.42                   |
| Черепашки, Эйприл и Кейси живут на ферме семьи О'Нил. Лео приходит в себя. Донни делает мутагенную смесь, которую Лео проливает в лесу… |            |                                                                       |                                                        |                                                  |                       |                      |             |                        |
| 54 | 2          | «A Foot Too Big» «Большая Нога»                                       | Michael Chang                                          | Doug Langdale                                    | 10 октября 2014 года  | 1 февраля 2015 года  | 302         | 1.31                   |
| Черепашки находят в лесу Йети на которого охотится безумный охотник. |            |                                                                       |                                                        |                                                  |                       |                      |             |                        |
| 55 | 3          | «Buried Secrets» «Зарытые секреты»                                    | Alan Wan                                               | Mark Henry                                       | 17 октября 2014 года  | 7 февраля 2015 года  | 303         | 1.67                   |
| Во время уборки команда обнаруживает потайной подвал в котором обнаруживают заброшенный корабль Крэнгов. Внутри они находят маму Эйприл. |            |                                                                       |                                                        |                                                  |                       |                      |             |                        |
| 56 | 4          | «The Croaking» «Кваканье»                                             | Michael Chang                                          | Kevin Burke и Chris "Doc" Wyatt                  | 7 ноября 2014 года    | 8 февраля 2015 года  | 304         | 1.47                   |
| Мики натыкается на племя лягушек-мутантов, которые не любят людей. |            |                                                                       |                                                        |                                                  |                       |                      |             |                        |
| 57 | 5          | «In Dreams» «Во сне»                                                  | Sebastian Montes                                       | Doug Langdale                                    | 14 ноября 2014 года   | 14 февраля 2015 года | 305         | 1.35                   |
| Сны черепашек захватывают приснившиеся бобры. |            |                                                                       |                                                        |                                                  |                       |                      |             |                        |
| 58 | 6          | «Race with the Demon!» «Гонка с Демоном!»                             | Alan Wan                                               | Gavin Hignight                                   | 21 ноября 2014 года   | 15 февраля 2015 года | 306         | 1.74                   |
| На дороге бушует машина-мутант, которой Кейси бросает вызов. |            |                                                                       |                                                        |                                                  |                       |                      |             |                        |
| 59 | 7          | «Eyes of the Chimera» «Глаза Химеры»                                  | Michael Chang                                          | Greg Weisman                                     | 11 января 2015 года   | 21 февраля 2015 года | 307         | 1.85                   |
| Мики, Донни, Рафа и Кейси похищает химера. Эйприл и Лео должны спасти друзей. |            |                                                                       |                                                        |                                                  |                       |                      |             |                        |
| 60 | 8          | «Vision Quest» «Поиск видений»                                        | Sebastian Montes                                       | Todd Casey                                       | 18 января 2015 года   | 22 февраля 2015 года | 308         | 2.31                   |
| Черепашки отправляются в лес для воссоединения с природой. Там они сражаются со внутренними врагами. По возвращении они принимают решение вернуться в Нью-Йорк.                                                                                                   |            |                                                                       |                                                        |                                                  |                       |                      |             |                        |
| 61 | 9          | «Return to New York» «Возвращение в Нью-Йорк»                         | Alan Wan                                               | Brandon Auman                                    | 25 января 2015 года   | 7 июня 2015 года     | 309         | 1.85                   |
| Команда возвращается в Нью-Йорк, спасают Сплинтера из рук Шреддера и поселяются в пиццерии Антонио. |            |                                                                       |                                                        |                                                  |                       |                      |             |                        |
| 62 | 10         | «Serpent Hunt» «Змеиная охота»                                        | Michael Chang                                          | Randolph Heard                                   | 1 февраля 2015 года   | 14 июня 2015 года    | 310         | 1.57                   |
| Иван Стеранко и Антон Зек похищают Карай, чтобы обменять её у Шреддера на выезд из города. |            |                                                                       |                                                        |                                                  |                       |                      |             |                        |
| 63 | 11         | «The Pig and the Rhino» «Свинья и носорог»                            | Alan Wan                                               | Brandon Auman                                    | 8 марта 2015 года     | 21 июня 2015 года    | 311         | 1.81                   |
| Стеранко и Зек мутируют в Рокстеди и Бибопа и собираются разделаться с черепахами. |            |                                                                       |                                                        |                                                  |                       |                      |             |                        |
| 6465 | 1213       | «Battle for New York» «Битва за Нью-Йорк»                             | Michael Chang (1-я часть) Sebastian Montes (2-я часть) | Brandon Auman (2-я часть) Mark Henry (2-я часть) | 15 марта 2015 года    | 28 июня 2015 года    | 312-313     | 1.78                   |
| Черепашки и команда Мутанималов, состоящая из Слэша, Кожеголового, Доктора Роквэлла и Голубя Пита, собираются спасти Нью-Йорк от Крэнгов. |            |                                                                       |                                                        |                                                  |                       |                      |             |                        |
| 66 | 14         | «Casey Jones vs the Underworld» «Кейси Джонс против преступного мира» | Sebastian Montes                                       | Andrew Robinson                                  | 22 марта 2015 года    | 24 августа 2015 года | 314         | 1.85                   |
| Кейси собирается в одиночку одолеть Шреддера. |            |                                                                       |                                                        |                                                  |                       |                      |             |                        |
| 67 | 15         | «The Noxious Avenger» «Зловонный мститель»                            | Alan Wan                                               | Todd Casey                                       | 26 апреля 2015 года   | 25 августа 2015 года | 315         | 1.74                   |
| Во время драки черепах с Бибопом и Рокстеди мутаген попадает на мусорщика, который превращается в чудовище из мусора. |            |                                                                       |                                                        |                                                  |                       |                      |             |                        |
| 68 | 16         | «Clash of the Mutanimals» «Раскол среди Мутанималов»                  | Michael Chang                                          | Henry Gilroy                                     | 3 мая 2015 года       | 26 августа 2015 года | 316         | 1.57                   |
| Тигриный коготь берёт в плен Слэша и Доктора Роквэлла, которых Шреддер берёт под свой контроль используя мозгового червя. |            |                                                                       |                                                        |                                                  |                       |                      |             |                        |
| 69 | 17         | «Meet Mondo Gecko» «Встречайте — Мондо Гекко!»                        | Sebastian Montes                                       | Kevin Burke и Chris "Doc" Wyatt                  | 10 мая 2015 года      | 27 августа 2015 года | 317         | 1.80                   |
| Кейси и Мики встречают мутанта-ящерицу Мондо Гекко, который заманивает их в смертельную гонку Саблезуба на скейтбордах. |            |                                                                       |                                                        |                                                  |                       |                      |             |                        |
| 70 | 18         | «The Deadly Venom» «Смертельный яд»                                   | Alan Wan                                               | Eugene Son                                       | 17 мая 2015 года      | 28 августа 2015 года | 318         | 1.70                   |
| Шреддер берёт под контроль Карай и приказывает ей уничтожить черепах и Сплинтера. |            |                                                                       |                                                        |                                                  |                       |                      |             |                        |
| 71 | 19         | «Turtles in Time» «Черепашки во времени»                              | Michael Chang                                          | Randolph Heard                                   | 2 августа 2015 года   | 29 августа 2015 года | 319         | 1.65                   |
| Черепахи отправляются в путешествие во времени вместе с новой подругой Ренет, чтобы одолеть злобного Саванти Ромеро. |            |                                                                       |                                                        |                                                  |                       |                      |             |                        |
| 72 | 20         | «Tale of the Yokai» «Сказание о Ёкай»                                 | Sebastian Montes                                       | Brandon Auman                                    | 9 августа 2015 года   | 30 августа 2015 года | 320         | 1.37                   |
| Черепашки попадают во времена вражды кланов Хомато и Саки, где им необходимо не изменить ход истории, чтобы не исчезнуть самим. |            |                                                                       |                                                        |                                                  |                       |                      |             |                        |
| 73 | 21         | «Attack of the Mega Shredder!» «Атака Мега-Шреддера!»                 | Alan Wan                                               | Gavin Hignight                                   | 16 августа 2015 года  | 7 ноября 2015 года   | 321         | 1.78                   |
| Черепашки пытаются спасти Карай из лап Шреддера. |            |                                                                       |                                                        |                                                  |                       |                      |             |                        |
| 74 | 22         | «The Creeping Doom» «Страшная гибель»                                 | Michael Chang                                          | Peter Di Cicco                                   | 23 августа 2015 года  | 8 ноября 2015 года   | 322         | 1.77                   |
| После того, как Микеланджело дурачился в своей лаборатории, и не специально Донни разбивается его мозг, и даже вокресил Крипом и он освобождается. |            |                                                                       |                                                        |                                                  |                       |                      |             |                        |
| 75 | 23         | «The Fourfold Trap» «Ловушка для четверых»                            | Sebastian Montes                                       | Mark Henry                                       | 13 сентября 2015 года | 14 ноября 2015 года  | 323         | 1.60                   |
| Карай заманивает черепах в ловушку и пытает их. Сплинтер должен спасти своих сыновей. |            |                                                                       |                                                        |                                                  |                       |                      |             |                        |
| 76 | 24         | «Dinosaur Seen in Sewers!» «В канализации видели динозавра!»          | Michael Chang                                          | Todd Casey                                       | 20 сентября 2015 года | 15 ноября 2015 года  | 324         | 1.82                   |
| Трицеатон Зог прибывает на Землю с целью уничтожить вернувшихся на нее Крэнгов. |            |                                                                       |                                                        |                                                  |                       |                      |             |                        |
| 7778 | 2526       | «Annihilation: Earth!» «Объект уничтожения: Земля!»                   | Sebastian Montes (1-я часть) Alan Wan (2-я часть)      | Brandon Auman                                    | 27 сентября 2015 года | 22 ноября 2015 года  | 325-326     | 1.43                   |
| Черепашки встречают представителя расы Утромов Бишопа, который рассказывает им, что Крэнги починили Технодром и вновь планируют вторжение. Во время вторжения Крэнгов прилетают Трицератоны и собираются уничтожить землю черной дырой, чтобы уничтожить Крэнгов. |            |                                                                       |                                                        |                                                  |                       |                      |             |                        |